# Aleksander Mączyński
Aleksander Józef Nikodem Mączyński  herbu Świnka (ur. 3 czerwca 1732 w Piekarach, zm. 1780) – kasztelan sieradzki w latach 1776–1780, chorąży mniejszy sieradzki w latach 1762–1776, łowczy sieradzki w latach 1760–1762, podstarości ostrzeszowski.

## Życiorys
Był posłem na sejm konwokacyjny (1764)  z województwa sieradzkiego. Był członkiem konfederacji generalnej 1764 roku. W 1764 roku jako poseł województwa sieradzkiego na sejm elekcyjny był elektorem Stanisława Augusta Poniatowskiego z województwa sieradzkiego. Członek Komisji Wojskowej Koronnej w 1764 roku. Członek konfederacji Andrzeja Mokronowskiego w 1776 roku. Odznaczony Orderem Świętego Stanisława.